# Lajos Lencsés
Lajos Lencsés (Dorog, 1943) és un oboista hongarès.

## Biografia
Comença els seus estudis musicals al Conservatori Béla Bartók i a l'Acadèmia Musical de Budapest continuant la seva formació al Conservatori nacional superior de música de Paris a la classe d'Étienne Baudo, continuant a l'acadèmia d'estiu de Niza amb Pierre Pierlot. Premiat al Concurs internacional de Ginebra el 1968, és nomenat primer oboista de l'Orquestra simfònica de la ràdio de Stuttgart després de 1971.
Concertiste i intèrpret de música de cambra amb Sergiu Celibidache, Karl Münchinger, Sir Neville Marriner, Christoph Eschenbach o Jean-Pierre Rampal, és convidat assíduament com a professor per a oferir classes magistrals a nombrosos països (Europa, Estats Units, Japó…).
La seva activitat és sorprenent, ja que ha enregistrat més de 50 CD: les obres més importants del repertori oboístic (Strauss, Poulenc, Britten, Cimarosa, Pasculli…), els concert i sonates menys coneguts fonamentalment del segle xx (Koechlin, Guy Ropartz, Dutilleux, Nino Rota, Kalliwoda…) participant en la renovació del repertori de l'oboè. Els seus enregistraments són regularment premiats obtenint el Diapason d'Or 1990, el Choc du Monde de la Musique, etc. El seu repertori va des de la música barroca fins a la música contemporània.
El 2003, va ser condecorat amb l'Orde del Mèrit pel govern hongarès.

## Discografia
- Concerts francesos - Jacques Ibert, André Jolivet, Jean Françaix
- Peces romantiques rares per a arpa i oboè - Gaetano Donizetti, Charles Nicholas Bochsa, Henri Brod, Antonio Pasculli - Arpista : Rachel Talitman
- Música de nit - Charles Koechlin, Gabriel Fauré, Erik Satie, Gabriel Pierné - Harpe : Giselle Herbert
- Obres per a oboè, oboè d'amor i corn anglès - Charles Koechlin- Pianista: Shoshana Rudiakov - Orquestra simfònica de la Radio SWR Stuttgart
- Concerts per a oboè - Johann Gottfried Hugo Schuncke, Joseph Guy Ropartz, Jan Vaclav Kalliwoda – Bernhard Guller - Orquestra simfònica de la Radio SWR Stuttgart
- Pece per a oboè - Ferenc Farkas, Frigyes Hidas, Zoltan Kodaly, Ranki, Jeno Takacs - Orquestra simfònica de la Radio SWR Stuttgart
- Obres per a oboè - Richard Strauss, Charles Koechlin, Bernd Alois Zimmermann, Benjamin Britten - Orquestra simfònica de la Radio SWR Stuttgart
- Concerts per a oboè - Jean-Sébastien Bach, Johann Christian Bach, Domenico Cimarosa, Carl Stamitz, Antonio Vivaldi - Paul Angerer - SWDeutsches Kammerorchester Pforzheim
- Concerts per a oboè - Tomaso Albinoni - Budapest Strings
- Fantasies pastorals - Henri Tomasi, César Franck, Albert Roussel, Louis Durey - Piano : François Killian
- Sonates franceses per a oboè i piano piano - Camille Saint-Saëns, Francis Poulenc, Henri Dutilleux - Piano : Karl Bergemann
- Oboè Italià - Cimarosa, Donizetti, Pedrollo, Rota - direcció : Patrick Strub - Orquestra de Cambra Arcata
- Concert per a oboè - Vincent d'Indy, Nikolay Andreyevich Rimski-Kórsakov, Christian Friedrich Schwencke, Carl Maria von Weber - Director d'orquestra: Hans E. Zimmer - Orquestra Simfònica de la Radio de Berlín.